# Estocabilidade
A Estocabilidade é a capacidade de um produto ser estocado, armazenado ou distribuído. Quando se fala de uma empresa prestadora de serviços e não existe nela a possibilidade de estocar seus bens.
No entanto, são as características específicas dos produtos que determinam a validade da Estocabilidade em minutos, horas, dias, semanas, meses e anos.
Uma cadeia de ações, em que a Estocabilidade esteja inserida, passa por diferentes tipos de operações de produção, em especial das indústrias, em que se observa que uma empresa prestadora de serviços não tem como característica o armazenamento de seu produto.
Um banco, pois presta inúmeros serviços, não pode estocar qualquer um deles, por exemplo, o atendimento que é prestado pelos caixas.
Nas cadeias produtivas, os "outputs" são os resultados dos processos de transformação, podendo ser bens ou serviços. Nesse caso existem:
- TANGIBILIDADE - Os bens físicos podem ser tocados como um computador ou uma revista. Bens intangíveis, como um corte de cabelo ou uma manutenção automóvel, embora possam ser sentidos, não são palpáveis(sólidos).
- TRANSPORTABILIDADE - Por serem tangíveis, bens físicos são transportáveis (vestuários, medicamentos, etc). Apesar dos bens intangíveis não poderem ser transportados, como um serviço de saúde, os meios para a sua realização podem sê-lo. O inverso pode também ocorrer, o relatório de auditoria, mesmo sendo um serviço, pode ser transportado.
- SIMULTANEIDADE - Os bens físicos são produzidos antes do consumidor os receber. O livro recém comprado foi produzido previamente. No entanto, os serviços são, na sua grande maioria, produzidos simultaneamente com o seu consumo.
- CONTATO COM O CONSUMIDOR - A produção de bens físicos não tem contato algum com o seu consumidor final. Os serviços podem ser produzidos e consumidos simultaneamente. Permitem assim um contato entre o consumidor final e a operação.
- QUALIDADE - A qualidade do bem físico é medida com base no próprio bem. No caso dos serviços, o consumidor acompanha a operação, julgando o resultado e aspectos da operação, avaliando assim a qualidade do serviço.Referências

1. ↑  Diário de Um Empreendedor - Marques, Wagner Luiz